# Gamma Crateris
Gamma Crateris là tên của một hệ sao đôi nằm trong chòm sao Cự Tước và ta có thể nhìn thấy từng ngôi sao của hệ sao này với một kính thiên văn nghiệp dư có kích thước nhỏ. Với cấp sao biểu kiến của nó là 4,06, ta có thể nhìn thấy nó bằng mắt thường. Gía trị thị sai đo được từ trái đất cho ta thấy hệ sao này có khoảng cách với mặt trời là khoảng xấp xỉ 82,3 năm ánh sáng. Dựa trên chuyển độ của hệ sao này trong không gian, nó có thể là thành viên của nhóm Castor Moving.
Ngôi sao thứ nhất, tạm gọi là A, là tên của một ngôi sao loại A nằm trong dãy chính với cấp sao biểu kiến của riêng nó là 4,08 và phân loại của nó là A9 V. Nó có khối lượng gấp 1,81 lần khối lượng mặt trời  và có bán kính gấp 1,3 lần bán kính mặt trời. Nó chỉ khoảng 757 triệu năm tuổi và đang quay quanh trục của nó với vận tốc 144 km/s. Nó hiện đang phát sáng với độ sáng gấp 18,8 lần độ sáng của mặt trời và nhiệt độ hiệu dụng nơi quang cầu của nó là 8020 Kelvin. Các ảnh chụp hồng ngoại của nó cho thấy có sự dư hồng ngoại, điều này có thể nó có một đĩa thiên thạch bao quanh ngôi sao này. Đến này, khẳng định trên vẫn còn nằm trong nghi ngờ.
Ngôi sao thứ hai, tạm gọi là B, là một ngôi sao có cấp sao là 9,6 với khối lượng khoảng 75% khối lượng mặt trời. Các nghiên cứu năm 2010, nó nằm cách ngôi sao A 4,98" dọc theo góc vị trí 93.1°Của ngôi sao ấy. Chúng cách nhau 125,6 đơn vị thiên văn . Và ngôi sao này có lẽ là nguồn phát ra tia X của hệ sao này.

## Dữ liệu hiện tại
Theo như quan sát, đây là hệ sao nằm trong chòm sao Cự Tước và dưới đây là một số dữ liệu khác:
Xích kinh 11h 24m 52.92362s
Độ nghiêng −17° 41′ 02.4300″
Cấp sao biểu kiến 4.06
Cấp sao tuyệt đối +2.05
Vận tốc hướng tâm +1.0 ± 4.1 km/s
Loại quang phổ A9 V
Giá trị thị sai 38.0906 ± 0.3570 mas